# Phlegmariurus vernicosus
Phlegmariurus vernicosus är en lummerväxtart som först beskrevs av William Jackson Hooker och Robert Kaye Greville, och fick sitt nu gällande namn av Löve. Phlegmariurus vernicosus ingår i släktet Phlegmariurus och familjen lummerväxter. Inga underarter finns listade i Catalogue of Life.